# Tired of Waiting for You
Tired of Waiting for You är en låt skriven av Ray Davies, och lanserad av The Kinks, i vilken Davies var medlem, i januari 1965. Låten var ett avsteg från den hårt distade rockmusik som präglat deras föregående singlar "You Really Got Me" och "All Day and All of the Night". Dave Davies sade om låten: "den innebar en stiländring för oss. Vi blev mer melodiösa efter den"
Låten blev deras andra singetta i hemlandet Storbritannien, och en hit i flera andra länder. Den finns även med på gruppens andra studioalbum Kinda Kinks.

## Listplaceringar
| Lista (1965)   | Position         |
| -------------- | ---------------- |
| Frankrike      | 27               |
| Irland         | 3                |
| Storbritannien | 1                |
| Sverige        | 6 (Kvällstoppen) |
| Sverige        | 3 (Tio i topp)   |
| USA            | 6                |
| Vallonien      | 48               |
| Västtyskland   | 13               |